# ホークアイ (テレビドラマ)
『ホークアイ』（Hawkeye）は、マーベル・スタジオが製作するアメリカ合衆国のインターネットテレビドラマシリーズ。2021年11月24日よりDisney+にて配信がスタートした。

## あらすじ
サノスとの戦いの後、クリント・バートンは家族とニューヨークでアベンジャーズのミュージカルを観て楽しんでいた。そんな時かつて日本でローニンとして暴れ回った際に使い、現在は手放したローニンのスーツを何者かが使っていることを知るとそれを止めるべく行動をすることになり、その後ローニンのスーツを使っていた少女ケイト・ビショップを捕まえた。ケイトはアベンジャーズに参加することに憧れており、かつてニューヨークの戦いの際に助けてくれたクリントのようになりたいと思うようになり、弓術の練習をしていた。ところがケイトが手を出した相手であるトラックスーツ・マフィアが落とし前をつけるために二人に襲いかかってきてしまい二人の生き残りをかけたサバイバルが始まるのだった。

## 登場人物・キャスト

### メインキャスト・スペシャルゲスト
クリント・バートン / ホークアイ（初代）
演 - ジェレミー・レナー、日本語吹替 - 東地宏樹
“ホークアイ”のコードネームを持つ天才アーチャーにして、“アベンジャーズ”の一員。本作では主役として登場し、現在は補聴器を付けている。自身がかつて手放したローニンのスーツを着た人物の出現を知り、それまで目を背けてきたローニンとしての過去に向き合い、決着をつけるべく行動を開始する。その過程でケイトと出会い、師弟にして相棒の関係を築いていく。
ケイト・ビショップ / ホークアイ（2代目）
演 - ヘイリー・スタインフェルド、日本語吹替 - 種﨑敦美
“ニューヨーク決戦”で父を失うも、クリント/ホークアイに命を救われて彼に憧れるようになった女子大生。以来、アーチェリーをはじめとする複数の格闘技を習得し、それぞれで優秀な成績を収めてきた。偶然遭遇した闇オークションの現場を襲撃してきたトラックスーツ・マフィアから逃れるためにローニンのスーツを着用したことをきっかけに、クリントと対面。以降、行動を共にすることになる。
予告編では別の声優（三村ゆうな）が日本語吹替を務めていた。
少女時代のケイト
演 - クララ・スタック、日本語吹替 - 胡麻鶴彩

エレーナ・ベロワ
演 - フローレンス・ピュー、日本語吹替 - 田村睦心
“レッドルーム”で訓練を受けた暗殺者で、ナターシャ・ロマノフ/ブラック・ウィドウの義妹。本作では2018年に“デシメーション”で消滅して5年後に復活した人物の一人であることも判明。クリントの殺害を依頼されて活動する実質的なヴィランの役割で登場。
ジャック・デュケイン
演 - トニー・ダルトン、日本語吹替 - 速水奨
ニューヨークの上流階級である刀剣愛好家。アーマンド3世の甥で、エレノアの再婚相手だが、ケイトからは毛嫌いされており、本作の至る場面で怪しいのかそうでないのか読みにくい素振りを多数見せる。
マヤ・ロペス
演 - アラクア・コックス
本作のメインヴィランである、聴覚障害を持ち、右足が義足のトラックスーツ・マフィアのリーダー。かつて父親のウィリアムを手にかけたローニンを狙っており、部下を引き連れ、復讐の機会を狙っている。
少女期のマヤ
演 - ダーネル・ベサウ

カジミエシュ・"カジ"・カジミエルチャク
演 - フラ・フィー、日本語吹替 - 露崎亘
トラックスーツ・マフィアのNo.2であり、マヤの幼馴染。マヤとは信頼関係にあり、子分らを引き連れてケイトやクリントと幾度となく対決する。実は裏ではフィスクの密偵役も勤めている。
少年期のカジ
演 - フェニックス・クレピン

アイヴァン・ヴァイオニス
演 - アレクス・ポーノヴィッチ、日本語吹替 - 渡部俊樹
トラックスーツ・マフィアの幹部。
トマス・デルガード
演 - ピョートル・アダムチク、日本語吹替 - 早川毅
トラックスーツ・マフィアの一員。原作ではニューヨーク市警の警官。
ローラ・バートン
演 - リンダ・カーデリーニ、日本語吹替 - 加納千秋
クリントの妻。本作では、前職で培ったと思しきスキルを用いて、クリントをサポートする場面を披露する。
ウィルソン・フィスク / キングピン
演 - ヴィンセント・ドノフリオ 、日本語吹替 - 玄田哲章
カジからボスと呼ばれるヘルズ・キッチンを拠点とする犯罪王。実はマフィアの完全掌握のために、ローニンを雇ってマヤの父親を殺害するように仕向けた黒幕である。
演じるドノフリオは、マーベル・テレビジョン製作のドラマ『デアデビル』から続投しているが、日本語吹替声優は変更されている。
エレノア・ビショップ
演 - ヴェラ・ファーミガ、日本語吹替 - 井上喜久子
“ビショップ警備”のCEOである、ニューヨークの上流階級のキャリアウーマン。夫を失って以降、一人娘のケイトを女手一つで育て上げてきた。現代においてはジャックと婚約したものの、裏ではフィスクとの繋がりを持つ。

### サブキャスト・ゲストキャラクター
デレク・ビショップ
演 - ブライアン・ダーシー・ジェームス、日本語吹替 - 綿貫竜之介
ケイトの父。2012年のニューヨーク決戦に巻き込まれて亡くなる。
グリア
演 - ニッチェル・ランバート、日本語吹替 - 大地葉
ケイトの大学の友人。
フラニー
演 - レジーナ・ブライアント
日本語吹替 - 福原綾香
ケイトの大学の友人。
クーパー・バートン
演 - ベン・サカモト、日本語吹替 - バトリ勝悟
クリントとローラの息子で、バートン一家の長男。
ライラ・バートン
演 - エイバ・ルッソ、日本語吹替 - 榎吉麻弥
クリントとローラの娘で、バートン一家の長女。
ナサニエル・バートン
演 - ケイド・ウッドワード、日本語吹替 - 大地葉
クリントとローラの息子で、バートン一家の次男。
アーマンド・デュケイン3世
演 - サイモン・キャロウ、日本語吹替 - 秋元羊介
ジャックの叔父の老名士。ジャックとは不仲で、闇オークションの後に何者かに殺害される。
アーマンド・デュケイン7世
演 - ジョナサン・バーグマン、日本語吹替 - 福原綾香
アーマンド3世やジャックの親戚である少年。
ラッキー / ピザ・ドッグ
演 - ジョルト
左目が閉じているゴールデンレトリバー。野良犬だったが、ケイトに保護され彼女の愛犬となる。
ゲアリー
演 - ブライアン・トロックスウェル、日本語吹替 - 綿貫竜之介
闇オークション会場の警備主任。
エンリケ
演 - カルロス・ナヴァロ、日本語吹替 - 山橋正臣
トラックスーツ・マフィアの一員。
グリルス
演 - クレイトン・イングリッシュ、日本語吹替 - 綿貫竜之介
“NYCラーパーズ”の会員である地元の男性消防士。ローニンのスーツを消防現場から持ち帰ったことでラーパーズとクリントたちの縁を結ぶきっかけを作った。
ミッシー
演 - アデル・ドラホシュ、日本語吹替 - 福原綾香
NYCラーパーズの女性会員。
オーヴィル
演 - ロバート・ウォーカー・ブランショー、日本語吹替 - 渡部俊樹
NYCラーパーズの男性会員。
ウェンディ・コンラッド
演 - アデティンポ・トーマス、日本語吹替 - 胡麻鶴彩
NYCラーパーズの女性会員であるニューヨーク市警巡査。
ウィリアム・ロペス
演 - ザーン・マクラーノン、日本語吹替 - バトリ勝悟
マヤの父であり、トラックスーツ・マフィアの最初のリーダー。ローニンの手にかかり死亡する。
ソーニャ
演 - イッサ・メイ・パガニバン、日本語吹替 - 大地葉
元“ウィドウ”の女性。2018年にエレーナと共にウィドウたちの洗脳を解く活動にあたっていた。
アンナ
演 - アニー・ハミルトン、日本語吹替 - 胡麻鶴彩
元ウィドウの女性。
また第4話のクリントの回想シーンでスカーレット・ヨハンソンが演じるナターシャ・ロマノフ/ブラック・ウィドウ （初代）が登場する。

## 設定・用語

### ツール・アイテム
2人のホークアイのツール
“トリック・アロー”や、これを射出するリカーブボウ、ローニンのスーツに、格納式の刀剣などを駆使する。
※ クリントのものについてはこちらを、ケイトのものについてはこちらをそれぞれ参照のこと。
エレーナ/ブラック・ウィドウのツール
万能リストバンドの“ウィドウズ・バイト”を中心に、近接戦用の武器やハンドガン、ナイトビジョンも愛用する。
オイスター・パーペチュアル・デイトジャスト
ローラが以前愛用していたとされるロレックスのヴィンテージものの腕時計。現代では何らかの理由で彼女の手元を離れ、闇オークションに出品される直前となっていたが、トラックスーツ・マフィアに強奪され、このことを知ったクリントは奪還を決意する。

### トラックスーツ・マフィアの武装・車両

#### 武装
- ハンドガン
  - ベレッタ 92FS
    - ベレッタ 92FS イノックス - エンリケが愛用。

  - ベレッタ 92 センチュリオン・イノックス
  - ベレッタM8000 クーガーF - マヤが愛用。
  - コルトM1991A1 - トマスが愛用。
  - グロック17
  - グロック19
  - グロック26 - エレーナとソーニャが愛用。
  - H&K USP
    - USP コンパクト - カジが最初に愛用。

  - デザートイーグル Mark VII - ゴールドモデルをアイヴァンが愛用。
  - ルガーP89
  - SCCY CPX-2
  - SIG SAUER P226
    - SIG-Sauer P229R

  - SW99 - カジが闇オークション会場襲撃後に持ち変えて愛用。後にクリントに容易く取り上げられ、投げ捨てられる。
  - スプリングフィールドXD-S
- サブマシンガン
  - CAAタクティカル ロニ
  - CMMG MkGs Banshee 300
  - CZ スコーピオンEVO3 A1
  - H&K MP5A3
  - H&K MP5K
    - H&K MP5K-PDW
- ウィンチェスターM70 - カジがローニンへの対抗とエレノアの抹殺に持ち出し、クリントへの狙撃に使用するライフル。
- 火炎瓶 - アイヴァンやトマスらが、ケイトの自宅に投げ込んで放火させたが、クリントには1本投げ返される。

#### 車両
- クライスラー・ニューヨーカー・ブロアム（1977年モデル） - クリントとケイトに奪取され、逃走とカーチェイスに利用される。
- ダッジ・チャレンジャー（1972年モデル） - カーチェイスの際にマヤが運転し、トマスが助手席に着いてクリントたちを追跡したが、ブルックリン橋でクラッシュする。
- フォード・Eシリーズ
  - フォード・エコノライン（1995年モデル） - クリントの拉致に使用。
  - フォード・エコノライン（1997年モデル）[3]
  - フォード・エコノライン（2006年モデル）[3]
- フォード・F-150 SuperCrew [P415] - カーチェイスの際にカジが運転し、アイヴァンが助手席に着いてクリントたちを追跡したが、ケイトに2回もトリック・アローを撃たれた末に、ブルックリン橋で大破する。
- 1973 シボレー・Cシリーズ Medium Duty[3]
- ロイヤル・エンフィールド・コンチネンタル・GT650 - マヤの愛車。
- トヨタ・ランドクルーザー [FJ60]（1984年モデル） - カジの愛車。

### 企業・団体
ビショップ警備
エレノア・ビショップがCEOを務めるニューヨークのPSC。ニューヨーク市内に敷いているセキュリティ網に因んだインターネットサービスからあらゆる犯罪者データベースなどを一般提供している。
NYCラーパーズ
ニューヨーク市内の消防士や警官たちで構成される、ライブRPG愛好家たちのサークル活動。
トラックスーツ・マフィア
本作のメインヴィランとなるニューヨーク市の犯罪シンジケート。リーダーのマヤの指示で動き、クリントやケイトと対立する。

### イベント
ロジャース・ザ・ミュージカル
ニューヨークで上演されているブロードウェイ ミュージカル。2012年のニューヨーク決戦でのアベンジャーズの活躍がテーマで、クリントが子どもたちと観劇する。
闇オークション
2024年のクリスマスの6日前に催されたイベント。ローニンの刀剣やスーツが出品され、他にも前述の腕時計などが出品予定だった。

### 地域・施設

#### アメリカ・ニューヨーク
本作の主な舞台となる、アメリカ・ニューヨーク州にある同国最大の都市。
パーク・アベニュー
ビショップ邸
ビショップ家の実家であるペントハウス。ケイト曰く「ビショップ家の何代も前の先祖が建設したビル」で、内装は上品さを感じられ、最上階にはケイトの子ども部屋が、その下の階にはリビングやキッチンなどがあり、エレベーターで繋がる1階のエントランスには家族持ちのドアマンまでいる高級住宅である。
2012年のニューヨーク決戦の時点で被災したが、崩壊を免れたことで現代においてもビショップ家の実家として機能しており、ケイトの子ども部屋には、ベッドのほか、はじめてエレノアから与えられた小さなリカーブボウや、「HERO WORSHIP」と手書きされたクリントの写真に絵画やテスト用紙などが貼られたコルクボードが壁に掲げられ、ケイトがこれまで獲得してきたトロフィーの数々も飾られており、エレノアがジャックと婚約したことからエレベーターのドア横の傘立てやリビングの壁には刀剣が複数と並べられるようになった。
2024年のクリスマスシーズンに、ケイトが実家帰りしたことで物語の舞台の一つとなり、エレノアやジャックだけでなく、ケイトに連れられたクリントも訪ねることになる。
68丁目のホテル
クリスマス6日前の夜にチャリティー競売の会場となった高級ホテル。ビショップ母娘やジャック、アーマンド3世と7世が競売に出席したほか、ここの門前でケイトとピザ・ドッグがはじめて出会い、ワインセラーでは闇オークションが運営され、トラックスーツ・マフィアの襲撃を受けると、マフィアとケイトの初対決の場にもなる。
パーシング・スクエア
マンハッタンに位置する公共広場。
アベンジャーズ記念碑（BATTLE OF NEW YORK MEMORIAL）
パーシング・スクエアの一角に構えられたニューヨーク決戦の記念碑。ニューヨーク市章とアベンジャーズのロゴ、2012年にこの地でアベンジャーズが初めて集結した旨を示す英文、アベンジャーズ結成時の6人の名前が記されている。
エレーナの奇襲後に、一旦ケイトを突き放したクリントは、この記念碑の前で亡きナターシャに向かって、家族を守るためにローニンとなってマヤとの一騎打ちに臨む決意を告げる。
ステイン・タワー（Stane Tower）
かつてオバディア・ステインが慈善活動にあたったと見られる時計塔。ケイトは鐘楼の中の古びた鐘の舌に、弓で放ったテニスボール付きの矢を当てると友達と賭け、2発目で見事に命中させたが、その衝撃で鐘楼を小破させてしまい、警備員にその場を押さえられる。
ラント＝フォンタン劇場
ロジャース・ザ・ミュージカルが上演されているブロードウェイ劇場。男性トイレには「サノスは正しかった（thanos was RIGht）」という落書きがあった。クリントはここで観劇中に複数の人から尊敬の眼差しを向けられるも、ミュージカルの内容に耐え切れず、子どもたちと途中退場する。
ケイトの自宅
ケイトが一人暮らししているアパート。マフィアの襲撃で火災に遭ってしまう。
デュケイン邸
アーマンド3世の邸宅。ビショップ邸と同様に上流階級の家屋で、室内の一角にはデュケインの名が書かれた包み紙に包まれたキャンディが複数乗る器が置かれている。アーマンド3世を疑い調べようとするケイトは、ビショップ警備のサービスを使ってここの住所を検索すると窓から侵入して、その直後にアーマンド3世の刺殺体を発見。だが、ローニンのスーツを着たまま邸宅付近を徘徊したため、ローニンにアーマンド3世殺害容疑をかけてしまう。
チェンバーズ・ストリート駅
ニューヨーク市地下鉄の駅の一つ。マフィアに焼かれた自宅から避難したケイトとクリントが、ここから列車に乗車してマフィアから一時逃げ去る。
モイラ・ブランドンの部屋
ケイトのおばの俳優モイラ・ブランドンが所有するやや古めかしいアパートの一室で、部屋番号は6D。室内は若干せせこましく、冷蔵庫やミキサー、ブラウン管テレビなどの家具が置かれたレトロさを感じさせるものとなっており、壁にはモイラが主演した映画『A Chance of Love』と『Creature of the Dark Galaxy』のポスターが貼られている。
所有者のモイラは冬の間にフロリダ州に出かけているとケイトは話しており、本作のクリスマスシーズンも例外でなかったことから、自宅を焼かれたケイトはここにクリントと避難した。以降はクリントにとって寝床や、フラッペを飲みながら行った一連の問題の対処のミーティング、クリスマスツリーの飾り付け、コイン飛ばしのレクチャー、映画マラソン、トリック・アローの組み立てまで、ケイトやピザ・ドッグ、ラーパーズたちとの交流の場となる。
ザ・ペニンシュラ・ニューヨーク
ミッドタウンの5番街55丁目に構えられた高級ホテル。クリスマス6日前の夜にバートン父子が宿泊したが、その際にクリントがローニン出現のニュースを目にしたことがきっかけで、翌日バートン父子の旅行は中断となり、子どもたちは先に帰宅することになる。
セントラル・パーク
マンハッタンに位置する都市公園。ラーパーズがラープを嗜好する場として登場する。
KB Toys Store
トラックスーツ・マフィアの2024年のクリスマスシーズン頃の活動拠点である閉店した玩具店。
ファットマン中古車
トラックスーツ・マフィアの最初の活動拠点である中古車店。
マンハッタン橋
マンハッタンとブルックリンを結ぶ吊橋。マフィアとのカーチェイスの末に、クリントとケイトはここの渋滞に遭って足止めをくらい、マヤらに追い詰められるも、トリック・アローを駆使してマフィアを怯ませながら橋を跳び降り、真下を走っていた列車にしがみついて乗車し、マフィアをまくことに成功する。
チャイナタウン
北アメリカ最大規模の中華街。ケイトの案内でクリントは、マヤに踏み壊された補聴器をこの町の医者に修理してもらう。
Cranky Pete’s Deli
補聴器を修理されて間もないクリントとケイトがピザ・ドッグも連れて朝食をとったデリ。ここでクリントはケイトに、自分のあるべき姿に対する考えなどを話す。
グリルスの自宅
グリルスが住むアパートの一室で、部屋番号は4F。グリルスはラーパーズの仲間たちを招待しているほか、劇中では一時ケイトを突き放したクリントやピザ・ドッグも宿泊し、後日再びクリントと行動を共にし始めたケイトも招かれるなど、ここもクリントやケイトたちの交流の場の一つとなる。
マヤの自宅
“ゴッドフリー通り 3715”に構えられたマンションの一室。
ロックフェラー・センター
マンハッタンに位置する複合施設。クリスマス・イヴの夜には、コムキャスト・ビルで富裕層向けパーティーが開かれたと同時に、クライマックスの決戦の場となる。

#### その他の施設
バートン家
アイオワ州に位置するバートン一家の自宅農場。
アンナの邸宅
雪が降り積もったとある山脈に建てられた、アンナの住居である豪邸。洗脳が解けてレッドルームを離脱したアンナは、ウィドウとしての技能を活かした暗殺業でこの豪邸を購入し、内装は2万ドルの絨毯などをインテリアとする優雅なものだった。2018年のサノスによる“デシメーション”の直前までに、アンナが未だに洗脳状態と思い込んでいたエレーナとソーニャは、ここに侵入して遭遇したアンナと対決した末に彼女の現状を知らされた直後、デシメーションの影響で消滅した。
それから5年の間に、消滅を免れたアンナが男性と結婚し、養女も迎えて同居し始めたことで、邸宅の内装が家族向けのものにリニューアルされており、エレーナの消滅からの復活はここで描写され、再会した彼女とアンナは互いに驚いている。

## エピソード
| 通算 話数 | タイトル                                                      | 監督             | 脚本                                  | 公開日         |
| --------- | ------------------------------------------------------------- | ---------------- | ------------------------------------- | -------------- |
| 1         | "憧れのヒーローには会うもんじゃない" "Never Meet Your Heroes" | リース・トーマス | ジョナサン・イグラ                    | 2021年11月24日 |
| 2         | "かくれんぼ" "Hide and Seek"                                  | リース・トーマス | エリサ・クリメント                    | 2021年11月24日 |
| 3         | "エコー" "Echoes"                                             | バート＆バーティ | ケイティ・マシューソン タナー・ビーン | 2021年12月1日  |
| 4         | "私たち相棒でしょ?" "Partners, Am I Right?"                   | バート＆バーティ | エリン・カンシノ ヘザー・クイン       | 2021年12月8日  |
| 5         | "ローニン" "Ronin"                                            | バート＆バーティ | ジェナ・ノエル・フレイザー            | 2021年12月15日 |
| 6         | "クリスマスがやってきた?" "So This Is Christmas?"             | リース・トーマス | ジョナサン・イグラ エリサ・クリメント | 2021年12月22日 |

## 製作

### 開発
本作は、マーベル・スタジオが制作するマーベル・シネマティック・ユニバース（MCU）の5番目のテレビシリーズで、同フランチャイズの映画と連続性を共有し、映画『アベンジャーズ・エンドゲーム』（2019年）の後を描いている。イグラがヘッドライターを務め、リース・トーマスが監督チームを率いている。マット・フラクションとデヴィッド・アジャによる2012年のコミック「Hawkeye」が、本シリーズに大きな影響を与えており、本作には「hawkeye」に登場したトラックスーツ・マフィアやカジ/クラウン、クレブが登場する。
ジェレミー・レナーは映画シリーズのクリント・バートン役を再演している。新たなホークアイ、ケイト・ビショップ役としてヘイリー・スタインフェルドが加わっている。また、トニー・ダルトン、フラ・フィー、ブライアン・ダーシー・ジェームズ、アレクス・パウノヴィッチ、ピョートル・アダムチク、リンダ・カーデリーニ、サイモン・キャロウ、ヴェラ・ファーミガ、アラクア・コックスが出演している。
マーベル・スタジオは2019年4月までに開発。同年7月にシリーズが正式に発表された。9月にはイグラが参加したが、その時点でスタインフェルドが非公式に参加していたと伝えられている。2020年7月にトーマスとバート＆バーティが監督として加わり、同年12月にニューヨークで撮影が開始された。スタインフェルドと追加キャストが決定し、2021年4月下旬に撮影が終了。追加の撮影はジョージア州アトランタで行われた。

### 脚本

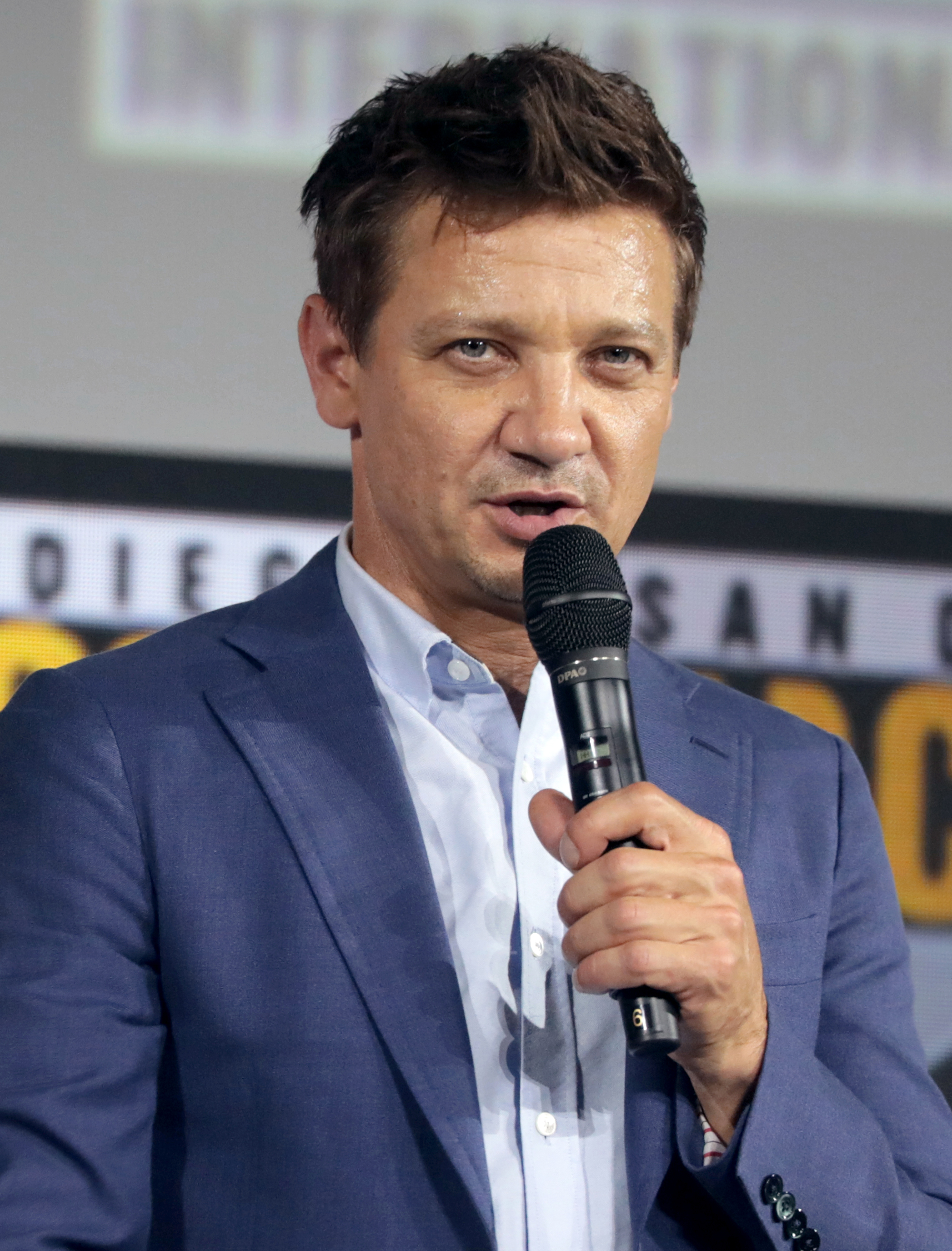
2019サンディエゴコミックコンでシリーズを宣伝するレナー

## リリース
本ドラマを2021年11月24日にDisney+にて初回を配信開始し、以降は毎週水曜日に最新話を追加することを2021年7月30日にマーベル・スタジオが発表した。
2022年10月22日、ホークアイは2022年9月の74回エミー賞のリミテッドシリーズに選出された為2ndシーズンは無いと言われてたが、ケイト・ビショップ役を演じたヘイリー・スタインフェルドがTwitterに「ついに実現する。皆さんのおかげで……」と話し、同時にジェレミー・レナーがInstagramのストーリーにホークアイのパッチをつけたパンツを着て犬と遊ぶ動画を投稿した。ホークアイ関連作としてはホーク・アイに出ていたエコーのスピンオフ「エコー」が配信中。レナーはシーズン2への出演をオファーされたものの、提示されたギャラがシーズン1の半分だったため断っていたことを明らかにした。